# LATAM Brasil
LATAM Airlines Brasil dříve (před rokem 2015) TAM Brasil (portugalsky: TAM Linhas Aéreas) je brazilská obchodní značka latinskoamerické letecké společnosti LATAM, která vznikla v červnu 2012 po převzetí brazilských aeroliní TAM Airlines chilskou leteckou společnosti LAN Airlines. Před převzetím byl TAM největší brazilský i latinskoamerický letecký přepravce.
Letecká společnost byla původně členem aliance Star Alliance. Později ji ale opustila a 31. března 2014 se připojila k letecké alianci Oneworld.

## Flotila
K září 2016 letecká společnost LATAM Airlines vlastnila 179 letounů, přičemž měla dalších 89 objednaných:
| Letadla          | V provozu | Objednáno | Kapacita | Kapacita | Kapacita | Kapacita | Notes                                                                                  |
| Letadla          | V provozu | Objednáno | F        | B        | E        | Celkem   | Notes                                                                                  |
| ---------------- | --------- | --------- | -------- | -------- | -------- | -------- | -------------------------------------------------------------------------------------- |
| Airbus A319-100  | 27        | 3         | —        | —        | 144      | 144      | PT-TMD je malován v "Rio 450" livery                                                   |
| Airbus A320-200  | 83        | 14        | — —      | 12 —     | 144 174  | 156 174  | 4 lpronajaté od LATAM Paraguay PR-MYF je v barvách Oneworld                            |
| Airbus A320neo   | 1         | 21        | ?        | ?        | ?        | 150      |                                                                                        |
| Airbus A321-200  | 30        | 21        | —        | —        | 220      | 220      | 3 modely z roku 2007, které mají být prodány Jetstar Pacific Airlines do prosince 2015 |
| Airbus A350-900  | 4         | 12        | —        | 30       | 318      | 348      | První let v lednu 2016 První společnost provozující Airbus A350 Americe                |
| Airbus A350-1000 | —         | 12        | ?        | ?        | ?        | ?        |                                                                                        |
| Boeing 767-300ER | 14        | 6         | —        | 30       | 191      | 221      | PT-MOH je v barvách Oneworld PT-MSZ je v Walt Disney World livery                      |
| Boeing 777-300ER | 10        | —         | —        | 56       | 323      | 379      |                                                                                        |
| Celkem           | 179       | 89        |          |          |          |          |                                                                                        |

## Fotogalerie
Pro zobrazení typu letadla přejeďte myší po obrázku

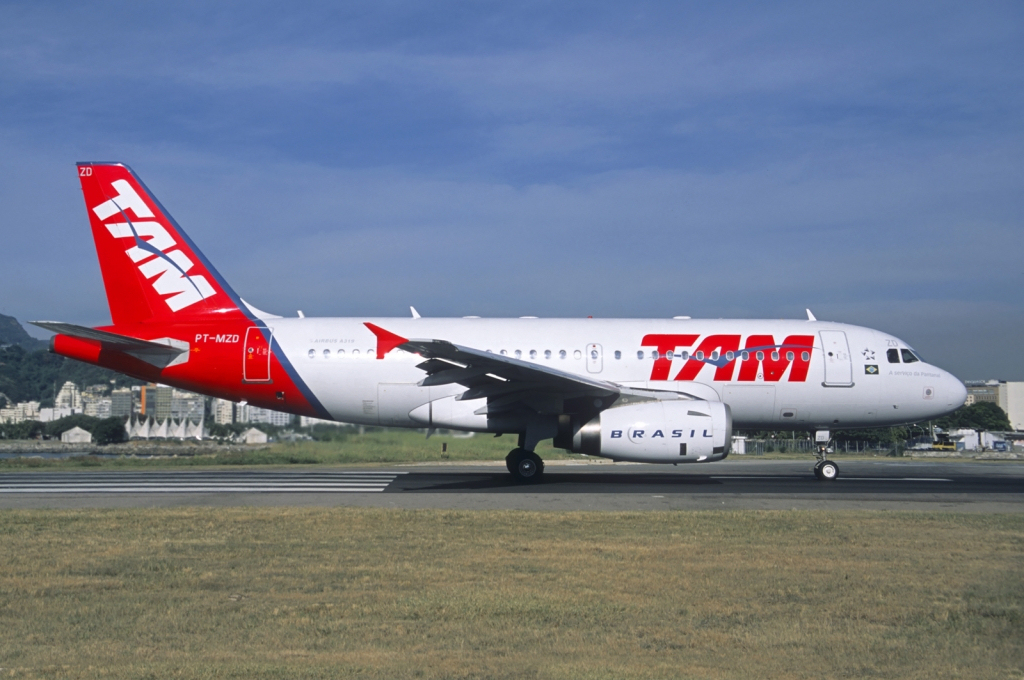
Airbus A319-100
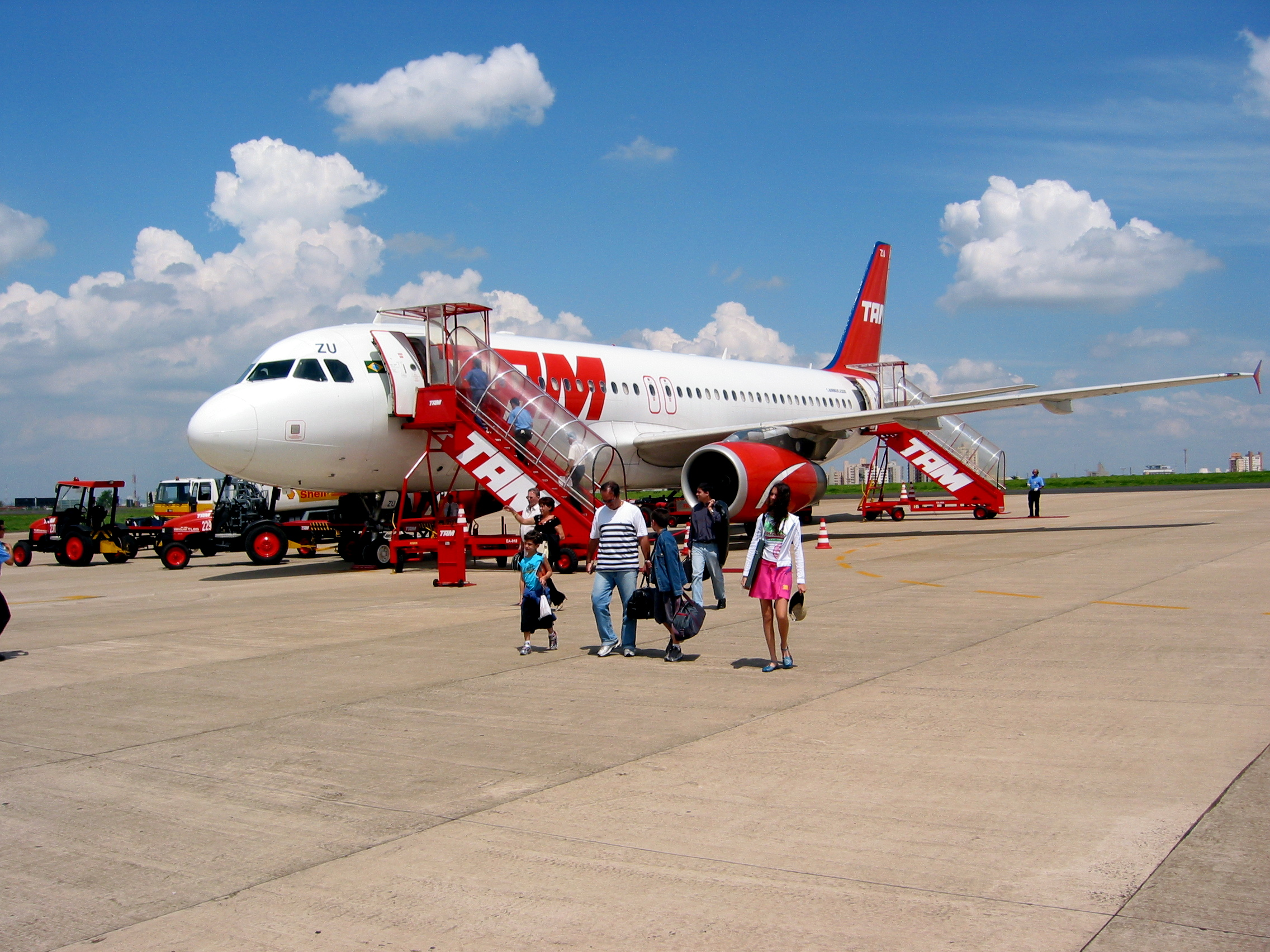
Airbus A320-200
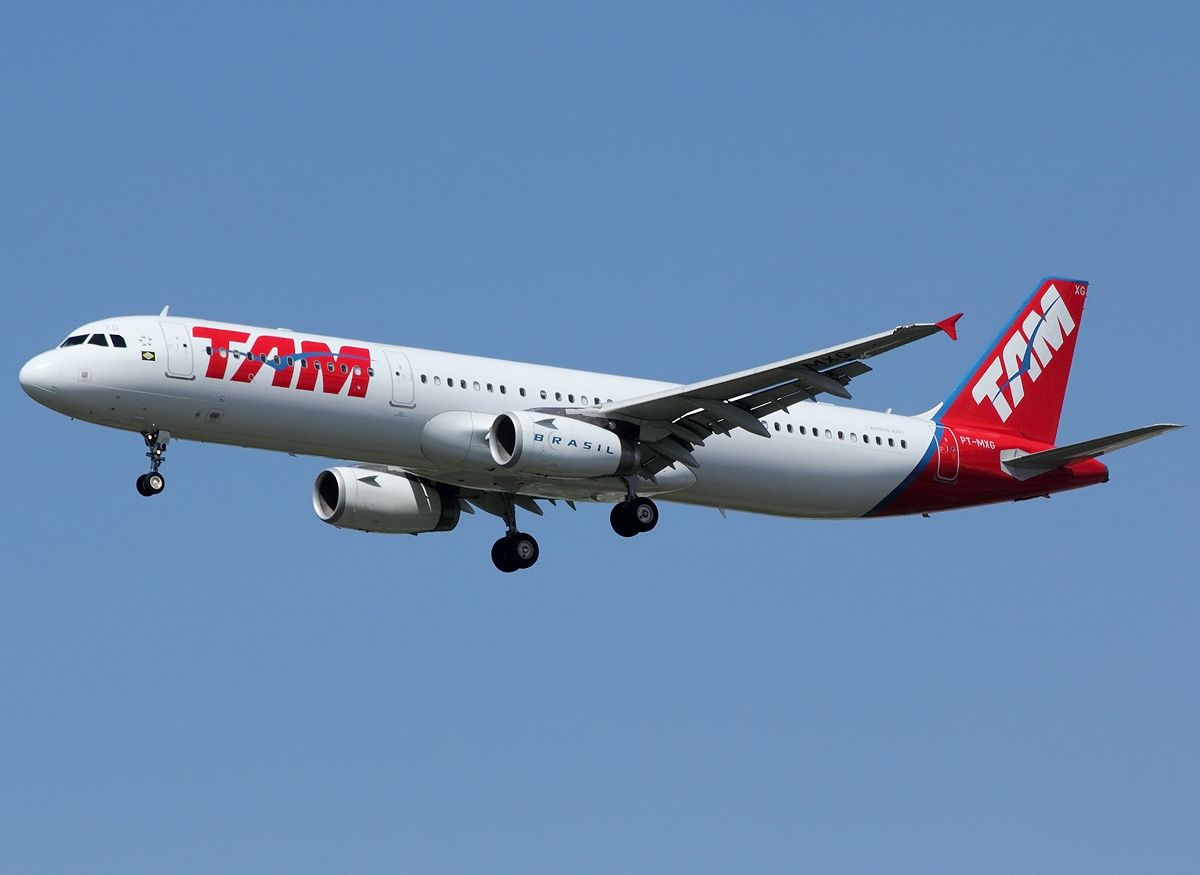
Airbus A321-200
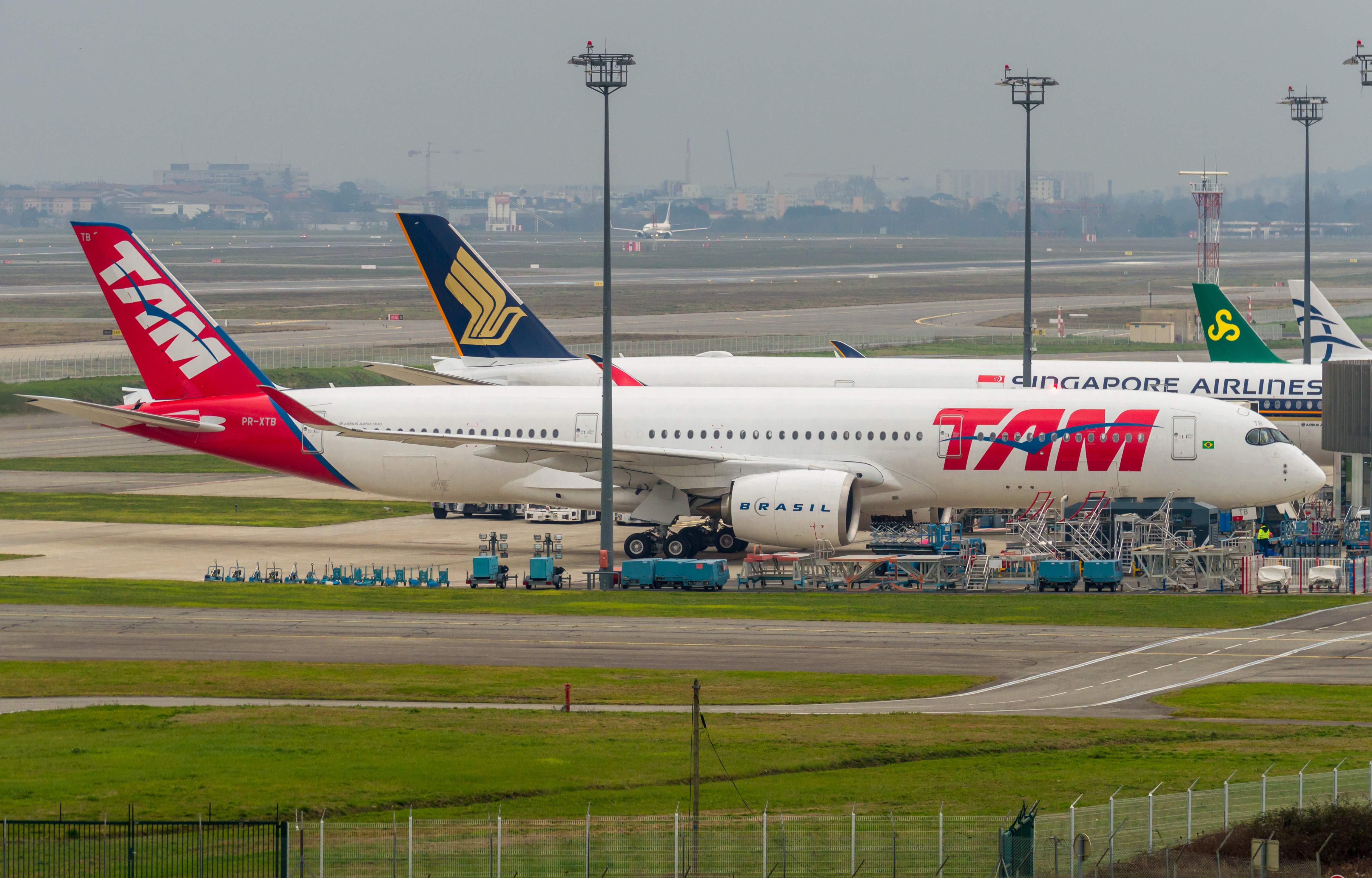
Airbus A350-900
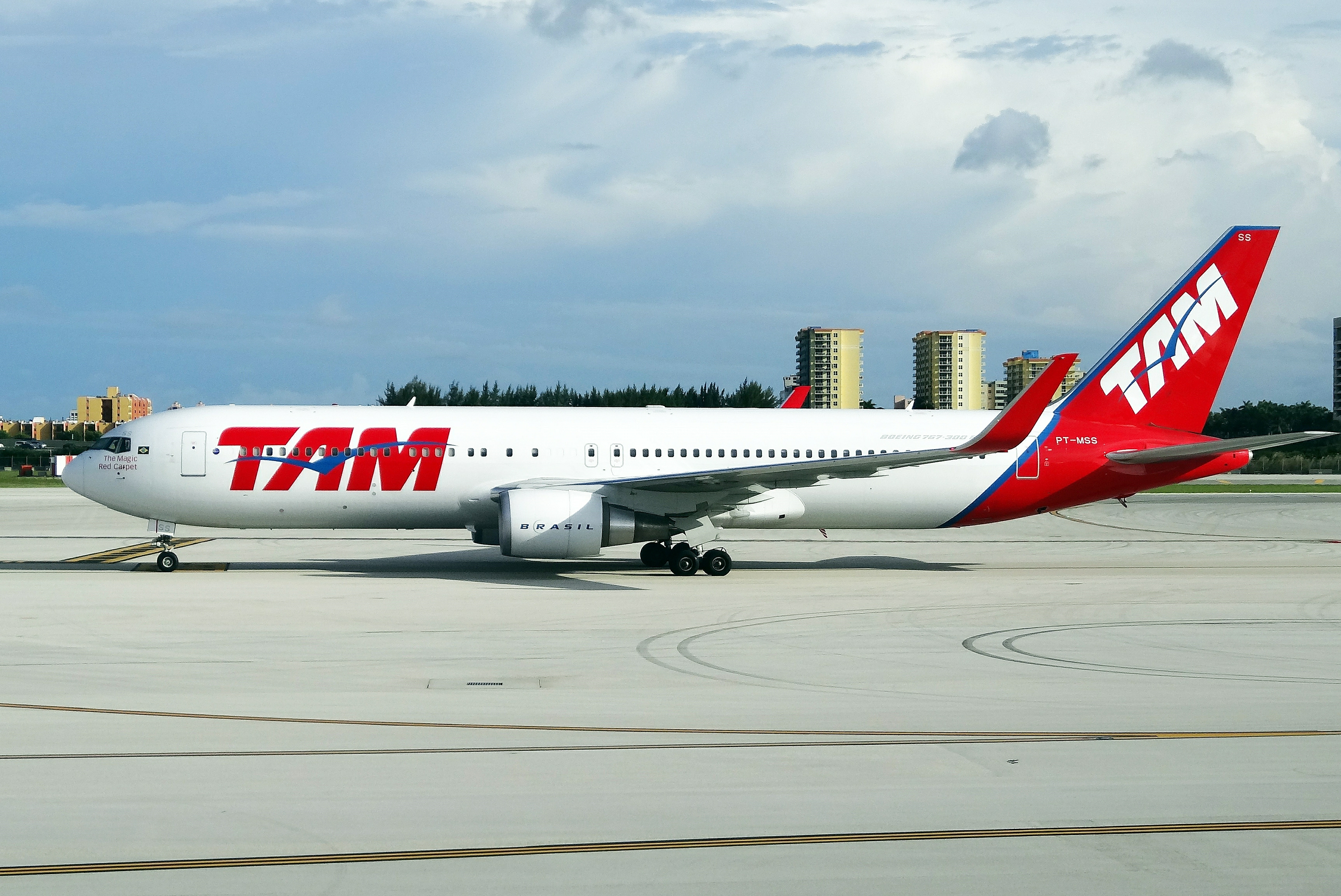
Boeing 767-300ER
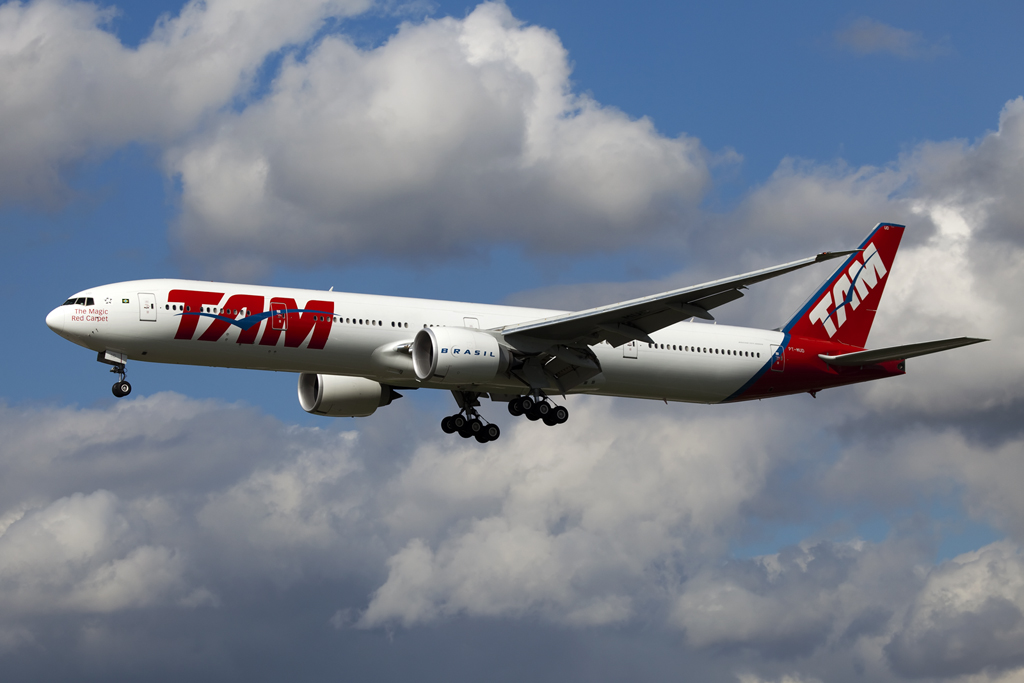
Boeing 777-300ER